# Columbus Junction
Columbus Junction – miasto w Stanach Zjednoczonych, w stanie Iowa, w hrabstwie Louisa.

## Demografia
Zgodnie ze spisem statystycznym z 2000, miasto liczyło 1900 mieszkańców. W 2023 liczba mieszkańców spadła do 1771 osób, a gęstość zaludnienia poniżej 317 osób/km².